# Zemědělský dvůr Rábín
Zemědělský dvůr Rábín je kulturní památka ČR na území krajinné památkové zóny Libějovicko – Lomecko, v obvodu obce Malovice v okrese Prachatice.

## Historie a popis
Zemědělský dvůr pochází z 1. čtvrtiny 17. století. Stojí na místě zaniklé vsi s názvem Vrabinec. Na zdích objektu jsou na několika místech pozůstatky sgrafitové výzdoby. V objektu byla první rolnická škola s výukou v češtině – jejím ředitelem byl v letech 1850 až 1857 František Horský, který se o založení této školy v roce 1850 zasloužil.